# Coequosa triangularis
Coequosa triangularis (tên tiếng Anh là Bướm đại bàng đầu đôi) là một loài bướm đêm thuộc họ Sphingidae. Loài này có ở New South Wales và Queensland.
Sải cánh khoảng 130 mm, là bướm đại bàng lớn nhất Úc. Con trưởng thành có màu vàng và nâu.
Ấu trùng ăn các loài Banksia ericifolia, Grevillea robusta, Hakea dactyloides, Macadamia integrifolia, Persoonia levis và Stenocarpus sinuatus. Ấu trùng trưởng thành dài 10mm.

## Hình ảnh

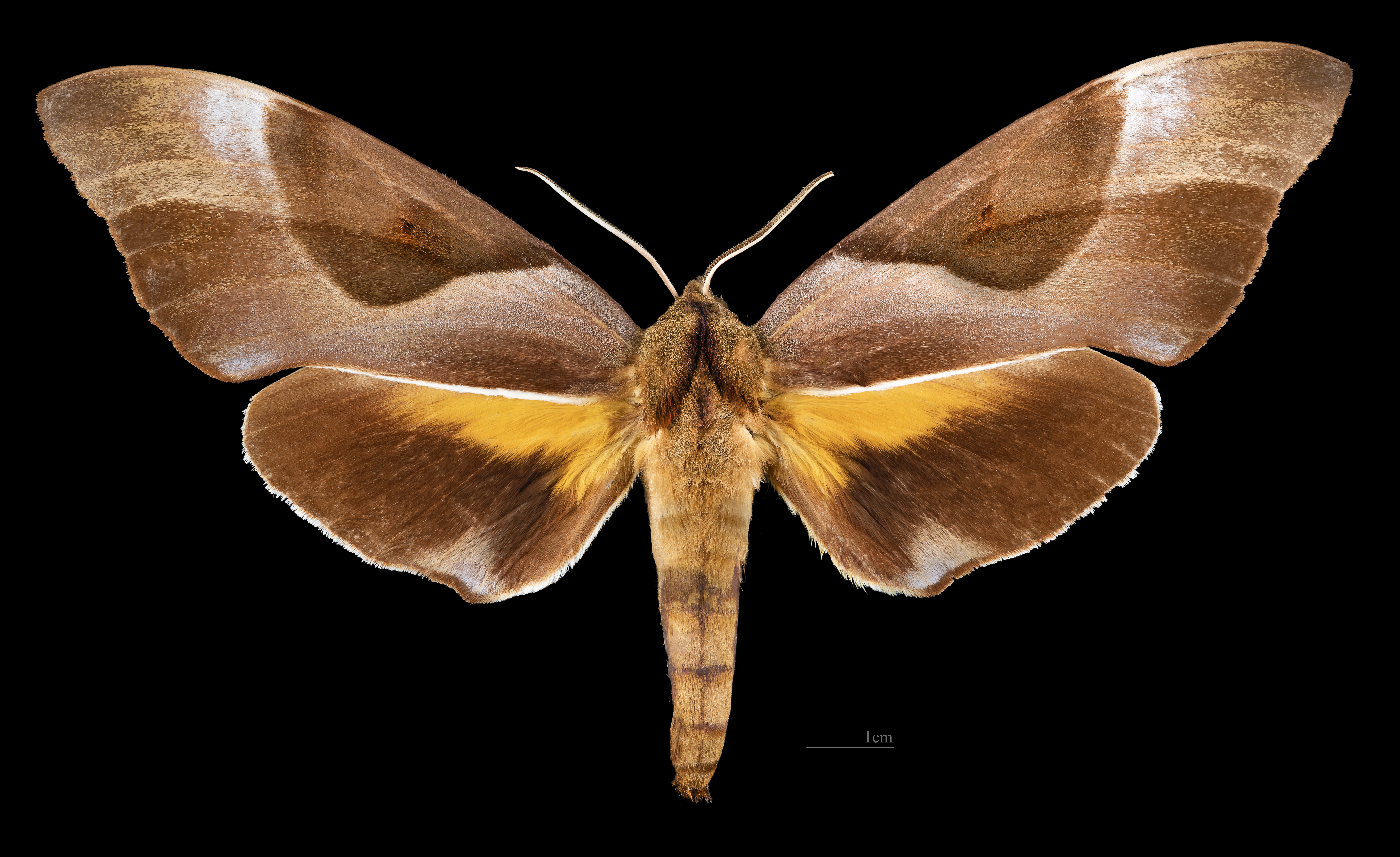
Coequosa triangularis ♂
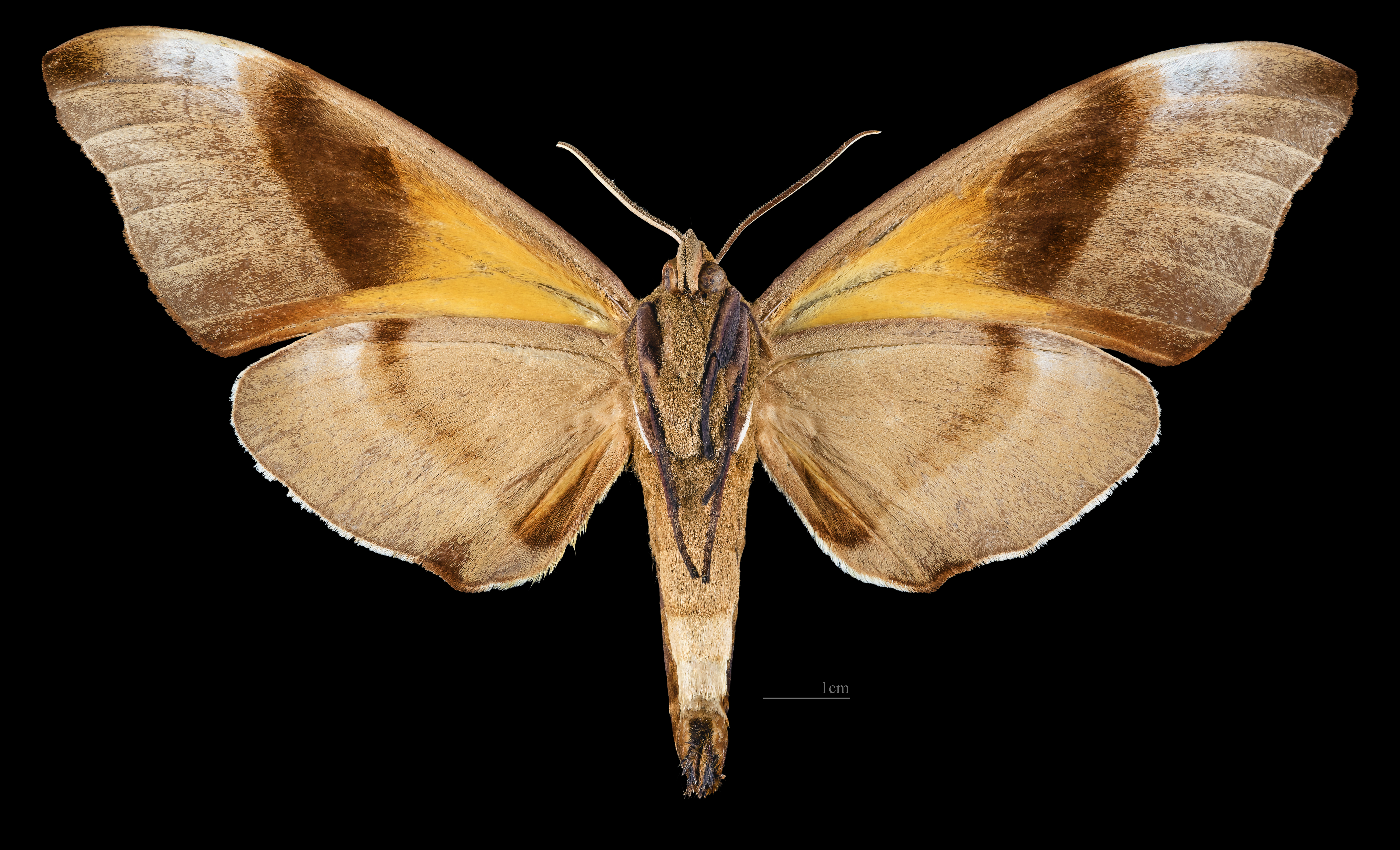
Coequosa triangularis ♂ △